# Marguerite Steiger
Marguerite Steiger (Zürich, 12 april 1909 - aldaar, 10 december 1990) was een Zwitserse chemica en onderneemster.

## Biografie
Marguerite Steiger was een dochter van Otto Steiger en van Cäcilie Emilie Burckhardt. Ze was ook een achterkleindochter van Jakob Robert Steiger (1801-1862), een Zwitsers arts, redacteur en politicus.
Vanaf 1929 studeerde ze chemie aan de Federale Polytechnische Hogeschool van Zürich. In 1935 werd ze de eerste Zwitserse vrouw die een doctoraat in de chemie behaalde aan deze instelling. Tot 1938 was ze een assistente van de latere Nobelprijswinnaar Tadeus Reichstein. Ze publiceerde meerdere studies over vitamine C en werkte daarna ook voor Alexander Todd in Londen en Manchester. De Tweede Wereldoorlog verplichtte haar om terug te keren naar Zwitserland, waar ze zich met succes toelegde op de onderneming Opopharma, een distributiebedrijf voor chemicaliën en farmaceutische producten dat ze in 1937 had opgericht met farmaceut Hermine Raths.